# Jane Hammond
Jane R. Hammond (née en 1950) est une artiste américaine qui vit et travaille à New York

## Biographie
Jane Hammond est née à Bridgeport (Connecticut) en 1950. Elle a étudié au Mount Holyoke College (Massachusetts) et à l’Université du Wisconsin à Madison. Elle a été influencée par le compositeur John Cage. 

## Œuvre
Ses œuvres figurent dans les collections permanentes de nombreux musées, dont le MoMA, New York, la National Gallery of Art, Washington, le Walker Art Center, Minneapolis et l’Albertina, Vienne
L'œuvre de Hammond "Fallen" a été présentée lors d'un exposition individuelle de l'artiste à la galerie Lelong à New York en mars 2005. La sculpture était accompagnée d'un texte présenté sur le mur qui disait: «Chaque feuille est unique et réalisée à la main il y a été inscrit par l'artiste le nom de un soldat américain tué en Irak. L'exposition commence avec 1511 feuilles ". ("Each unique handmade leaf is inscribed by the artist with the name of a U.S. soldier killed in Iraq. The exhibition begins with 1511 leaves.") Cette œuvre a été acquise et exposée par le Whitney Museum of American Art en 2006 et par la suite présentée au Musée Mildred Lane Kemper Art, Saint Louis, le Wexner Center for the Arts, Columbus et le Musée d'Art contemporain de San Diego. L'artiste a continué de mettre à jour cette pièce commémorative. L'exposition la plus récente a ouvert avec 4229 feuilles.

## Principales expositions personnelles
- 1998 : Cincinnati Museum of Art, Cincinnati
- 2001 : Galerie Lelong, New York
- 2005 : Galerie Lelong, New York
- 2007 : McNay Art Museum, San Antonio
- 2008 : Galerie Lelong, New York
- 2009 : Brevard Art Museum, Melbourne
- 2009 : Museum of Contemporary Art, Denver
- 2009 : Museum of Contemporary Art, San Diego
- 2010 : Galerie Lelong, Paris
- 2011 : The Detroit Institute of the Arts, Michigan
- 2011 : Galerie Lelong, New York
- 2011 : FLAG Art Foundation, New York
- 2013 : « Dazzle/Dream », Pace Prints, Wasserman Projects, Detroit/Miami
- 2013 : « Jane Hammond: Collaged Monoprints », Pace Prints, New York
- 2014 : « Jane Hammond: Photographs », Nina Freudenheim Gallery, Buffalo, NY
- 2014 : « No Assembly Required », Sims Reed Gallery, Londres
- 2015 : « Search Party », Galerie Lelong, Paris